# نشان‌گذاری بازگشتی
در مسئله‌ی رضایت از محدودیت‌ها (Constraint Satisfaction)، الگوریتم نشان‌گذاری بازگشتی (Backmarking) یکی از گونه‌های بهبود‌یافته‌ی الگوریتم روش پس‌گرد (backtracking) است.
الگوریتم نشان‌گذاری بازگشتی مانند الگوریتم بازگشت عمل می‌کند؛ بدین صورت که متغیرها را به ترتیبی مشخص (مثلاً x1,x2,…,xn) به‌صورت تکراری مقداردهی می‌کند. اما تفاوت آن در این است که اطلاعاتی را در مورد آخرین باری که هر متغیر مقداردهی شده است، و اینکه از آن زمان تاکنون چه تغییراتی رخ داده، نگه‌داری می‌کند. به طور دقیق‌تر:
- برای هر متغیر xi و هر مقدار ممکن a، الگوریتم اطلاعاتی درباره‌ی آخرین باری که xi=a شده است ذخیره می‌کند؛ به‌ویژه، کوچک‌ترین اندیس j<i را ذخیره می‌کند به‌گونه‌ای که انتساب مقادیر به x1,…,xj,xi در آن زمان ناسازگاری بوده است.
- برای هر متغیر xi، الگوریتم اطلاعاتی درباره‌ی تغییراتی که از آخرین باری که xi ارزیابی شده، رخ داده است، ذخیره می‌کند. به‌طور خاص، کمترین اندیس kj دارند بررسی می‌شوند. برای هر یک از این متغیرها، اگر مقدار قبلی شاخص تغییرات آن‌ها k بوده است، مقدار جدید آن به‌صورت min(k,j) به‌روزرسانی می‌شود. این یعنی اگر یک متغیر قبلی تغییر کرده، این تغییر ممکن است باعث بی‌اعتبار شدن بررسی‌های قبلی برای متغیرهای بعدی شود.

### نحوه استفاده از اطلاعات برای صرفه‌جویی در بررسی‌ها:
در زمان بازگشت و مقداردهی متغیر xi=a، الگوریتم نشان‌گذاری بازگشتی دو مقدار را بررسی می‌کند:
- k: کم‌ترین اندیس متغیری که از آخرین بار ارزیابی xi تا کنون تغییر کرده است.
- j: کم‌ترین اندیسی که قبلاً باعث ناسازگاری مقدار xi=a شده بود.

حالا دو حالت ممکن است پیش بیاید:
1. اگر j<k:   از آنجا که متغیرهای x1 تا xj از زمان ارزیابی قبلی تغییر نکرده‌اند و قبلاً با xi=a ناسازگار بودند، همچنان این ترکیب ناسازگار است. پس نیازی به بررسی مجدد محدودیت‌ها نیست.
2. اگر j≥k:   ترکیب متغیرهای x1 تا xk با xi همچنان همانند قبل سازگار هستند. اگرچه ممکن است ترکیب کامل x1,…,xi هنوز ناسازگار باشد، اما بررسی کامل محدودیت‌ها ممکن است فقط برای برخی از متغیرها لازم باشد. به این ترتیب، بخشی از بررسی‌های اضافی صرفه‌جویی می‌شود.

### نکته‌ی مهم:
بر خلاف سایر نسخه‌های بهبودیافته‌ی الگوریتم بازگشت (مانند پیش‌روی (forward checking) یا پراکندگی محدودیت (constraint propagation))، الگوریتم نشان‌گذاری بازگشتی باعث کاهش فضای جستجو نمی‌شود. بلکه تنها تلاش می‌کند تعداد دفعاتی که محدودیت‌ها بررسی می‌شوند را کاهش دهد.
منابع:
* دشتِر، رینا (Dechter, Rina). پردازش محدودیت‌ها (Constraint Processing). انتشارات مورگان کافمن (Morgan Kaufmann)، سال ۲۰۰۳. شابک: 1-55860-890-7.
1. ↑  «Backmarking». Backmarking. دریافت‌شده در ۲۰۲۵-۰۶-۰۸.